# Comité Nacional de la Unión Cívica Radical
El Comité Nacional de la Unión Cívica Radical es la máxima autoridad del partido durante el receso de la Convención Nacional y su función es llevar a cabo lo que la misma determine. Teniendo en cuenta que la Convención suele sesionar una vez por año, en la práctica el Comité Nacional termina siendo el principal órgano partidario. Tiene su sede en la Ciudad Autónoma de Buenos Aires, en la calle Alsina 1786.

## Conformación
Está conformado por una Mesa Directiva formada por un Presidente, tres Vicepresidentes, un Secretario General, veinticuatro Secretarios, un Tesorero y un Protesorero. Esta Mesa Directiva es el órgano ejecutivo del Comité Nacional y puede funcionar con siete de sus miembros. Si algún afiliado del partido resulta elegido presidente, automáticamente pasa a ser considerado Presidente Nato, pudiendo intervenir personalmente -o no- en las acciones que realice el presidente.
Sus miembros deben ser delegados de la Convención Nacional y el quorum se obtiene con la mitad más uno del total de sus miembros, pudiendo sesionar en minoría con un tercio de los mismos en tanto y en cuanto haya habido una convocatoria oficial a la sesión.

## Función
Su función principal es hacer cumplir la Carta Orgánica, las resoluciones de la Convención Nacional y evitar que se desvirtué el programa del partido. Además tiene a su cargo el tesoro del partido a nivel nacional, debiendo publicar sus ingresos e inversiones y su accionar está monitoreado por la Comisión de Cuentas.
Deberá también preparar el Orden del día de la Convención Nacional, debiendo informar de la misma 10 días antes de la convención y escuchar las opiniones de los convencionales al respecto. Deberá también presentar un informe anual a la Convención sobre la marcha y el labor en general del partido.
Si algún suceso externo al partido impide realizar la elección de las futuras autoridades, las que lo sean en ese momento verán prolongados sus mandatos hasta que sea posible realizar las elecciones. Esta cláusula fue pensada cuando el radicalismo estaba proscripto y era perseguido.

## Presidentes
| Presidente                                                                                     | Retrato                                  | Inicio del mandato      | Fin del mandato         | Presidente de la Nación | Presidente de la Nación              |
| ---------------------------------------------------------------------------------------------- | ---------------------------------------- | ----------------------- | ----------------------- | ----------------------- | ------------------------------------ |
| Leandro N. Alem (1842–1896)                                                                    |                                          | 26 de junio de 1891     | 1 de julio de 1896      |                         | Carlos Pellegrini 1890-92            |
| Leandro N. Alem (1842–1896)                                                                    | Luis Sáenz Peña 1892-95                  | 26 de junio de 1891     | 1 de julio de 1896      |                         |                                      |
| Leandro N. Alem (1842–1896)                                                                    | José Evaristo de Uriburu 1895-98         | 26 de junio de 1891     | 1 de julio de 1896      |                         |                                      |
| Bernardo de Irigoyen (1822–1906)                                                               |                                          | 1 de julio de 1896      | 1897                    |                         |                                      |
| Hipólito Yrigoyen (1852–1933)                                                                  |                                          | 1897                    | 1931                    |                         |                                      |
| Hipólito Yrigoyen (1852–1933)                                                                  | Julio Argentino Roca 1898-1904           | 1897                    | 1931                    |                         |                                      |
| Hipólito Yrigoyen (1852–1933)                                                                  | Manuel Quintana 1904-06                  | 1897                    | 1931                    |                         |                                      |
| Hipólito Yrigoyen (1852–1933)                                                                  | José Figueroa Alcorta 1906-10            | 1897                    | 1931                    |                         |                                      |
| Hipólito Yrigoyen (1852–1933)                                                                  | Roque Sáenz Peña 1910-14                 | 1897                    | 1931                    |                         |                                      |
| Hipólito Yrigoyen (1852–1933)                                                                  | Victorino De la Plaza 1914-16            | 1897                    | 1931                    |                         |                                      |
| Hipólito Yrigoyen (1852–1933)                                                                  | Él mismo 1916-22                         | 1897                    | 1931                    |                         |                                      |
| Hipólito Yrigoyen (1852–1933)                                                                  | Marcelo Torcuato de Alvear 1922-28       | 1897                    | 1931                    |                         |                                      |
| Hipólito Yrigoyen (1852–1933)                                                                  | Él mismo 1928-30                         | 1897                    | 1931                    |                         |                                      |
| Hipólito Yrigoyen (1852–1933)                                                                  | José Félix Uriburu 1930-32 De facto      | 1897                    | 1931                    |                         |                                      |
| Marcelo T. de Alvear (1868–1942)                                                               |                                          | diciembre de 1931       | 23 de marzo de 1942     |                         |                                      |
| Marcelo T. de Alvear (1868–1942)                                                               | Agustín Pedro Justo 1932-38              | diciembre de 1931       | 23 de marzo de 1942     |                         |                                      |
| Marcelo T. de Alvear (1868–1942)                                                               | Roberto Marcelo Ortiz 1938-42            | diciembre de 1931       | 23 de marzo de 1942     |                         |                                      |
| Marcelo T. de Alvear (1868–1942)                                                               | Ramón Castillo 1942-43                   | diciembre de 1931       | 23 de marzo de 1942     |                         |                                      |
| Gabriel A. Oddone                                                                              |                                          | 1942                    | 1946                    |                         |                                      |
| Gabriel A. Oddone                                                                              | Pedro Pablo Ramírez 1943-44 De facto     | 1942                    | 1946                    |                         |                                      |
| Gabriel A. Oddone                                                                              | Edelmiro Julián Farrell 1944-46 De facto | 1942                    | 1946                    |                         |                                      |
| Gabriel A. Oddone                                                                              | Juan Domingo Perón 1946-55               | 1942                    | 1946                    |                         |                                      |
| Eduardo Laurencena (1885–1959)                                                                 |                                          | 1946                    | 1948                    |                         |                                      |
| Roberto J. Parry (1884-1949)                                                                   |                                          | 1948                    | 1949                    |                         |                                      |
| Santiago H. del Castillo (1898–1962)                                                           |                                          | 1949                    | 1954                    |                         |                                      |
| Arturo Frondizi (1908–1995)                                                                    |                                          | diciembre de 1954       | 10 de febrero de 1957   |                         |                                      |
| Arturo Frondizi (1908–1995)                                                                    | Eduardo Lonardi 1955-55 De facto         | diciembre de 1954       | 10 de febrero de 1957   |                         |                                      |
| Arturo Frondizi (1908–1995)                                                                    | Pedro Eugenio Aramburu 1955-58 De facto  | diciembre de 1954       | 10 de febrero de 1957   |                         |                                      |
| División del partido entre UCRP y UCRI En 1971 La UCRP se convierte en UCR y la UCRI en el PI. |                                          | 10 de febrero de 1957   | 24 de junio de 1972     |                         |                                      |
| División del partido entre UCRP y UCRI En 1971 La UCRP se convierte en UCR y la UCRI en el PI. | Arturo Frondizi 1958-62                  | 10 de febrero de 1957   | 24 de junio de 1972     |                         |                                      |
| División del partido entre UCRP y UCRI En 1971 La UCRP se convierte en UCR y la UCRI en el PI. | José María Guido 1962-63                 | 10 de febrero de 1957   | 24 de junio de 1972     |                         |                                      |
| División del partido entre UCRP y UCRI En 1971 La UCRP se convierte en UCR y la UCRI en el PI. | Arturo Umberto Illia 1963-66             | 10 de febrero de 1957   | 24 de junio de 1972     |                         |                                      |
| División del partido entre UCRP y UCRI En 1971 La UCRP se convierte en UCR y la UCRI en el PI. | Juan Carlos Onganía 1966-1970 De facto   | 10 de febrero de 1957   | 24 de junio de 1972     |                         |                                      |
| División del partido entre UCRP y UCRI En 1971 La UCRP se convierte en UCR y la UCRI en el PI. | Roberto Levingston 1970-1971 De facto    | 10 de febrero de 1957   | 24 de junio de 1972     |                         |                                      |
| Ricardo Balbín (1904–1981)                                                                     |                                          | 24 de junio de 1972     | 9 de septiembre de 1981 |                         | Alejandro Lanusse 1971-1973 De facto |
| Ricardo Balbín (1904–1981)                                                                     | Héctor José Cámpora 1973-73              | 24 de junio de 1972     | 9 de septiembre de 1981 |                         |                                      |
| Ricardo Balbín (1904–1981)                                                                     | Raúl Lastiri 1973-73                     | 24 de junio de 1972     | 9 de septiembre de 1981 |                         |                                      |
| Ricardo Balbín (1904–1981)                                                                     | Juan Domingo Perón 1973-74               | 24 de junio de 1972     | 9 de septiembre de 1981 |                         |                                      |
| Ricardo Balbín (1904–1981)                                                                     | María Estela Martínez de Perón 1974-76   | 24 de junio de 1972     | 9 de septiembre de 1981 |                         |                                      |
| Ricardo Balbín (1904–1981)                                                                     | Jorge Rafael Videla 1976-1981 De facto   | 24 de junio de 1972     | 9 de septiembre de 1981 |                         |                                      |
| Ricardo Balbín (1904–1981)                                                                     | Roberto Viola 1981-1981 De facto         | 24 de junio de 1972     | 9 de septiembre de 1981 |                         |                                      |
| Carlos R. Contín (1915–1991)                                                                   |                                          | 9 de septiembre de 1981 | 10 de diciembre de 1983 |                         |                                      |
| Carlos R. Contín (1915–1991)                                                                   | Leopoldo Galtieri 1981-82 De facto       | 9 de septiembre de 1981 | 10 de diciembre de 1983 |                         |                                      |
| Carlos R. Contín (1915–1991)                                                                   | Reynaldo Bignone 1982-83 De facto        | 9 de septiembre de 1981 | 10 de diciembre de 1983 |                         |                                      |
| Raúl Alfonsín (1927–2009)                                                                      |                                          | 10 de diciembre de 1983 | 10 de diciembre de 1991 |                         | Él mismo 1983-89                     |
| Raúl Alfonsín (1927–2009)                                                                      | Carlos Saúl Menem 1989-99                | 10 de diciembre de 1983 | 10 de diciembre de 1991 |                         |                                      |
| Mario Losada (1938–2015)                                                                       |                                          | 10 de diciembre de 1991 | 10 de diciembre de 1993 |                         |                                      |
| Raúl Alfonsín (1927–2009)                                                                      |                                          | 10 de diciembre de 1993 | 10 de diciembre de 1995 |                         |                                      |
| Rodolfo Terragno (1943–)                                                                       |                                          | 10 de diciembre de 1995 | 10 de diciembre de 1997 |                         |                                      |
| Fernando de la Rúa (1937–2019)                                                                 |                                          | 10 de diciembre de 1997 | 10 de diciembre de 1999 |                         |                                      |
| Raúl Alfonsín (1927–2009)                                                                      |                                          | 10 de diciembre de 1999 | 10 de diciembre de 2001 |                         | Fernando De la Rúa 1999-2001         |
| Ángel Rozas (1950–)                                                                            |                                          | 10 de diciembre de 2001 | 9 de diciembre de 2005  |                         | Adolfo Rodríguez Saá 2001-01         |
| Ángel Rozas (1950–)                                                                            | Eduardo Duhalde 2002-03                  | 10 de diciembre de 2001 | 9 de diciembre de 2005  |                         |                                      |
| Ángel Rozas (1950–)                                                                            | Néstor Kirchner 2003-07                  | 10 de diciembre de 2001 | 9 de diciembre de 2005  |                         |                                      |
| Roberto Iglesias (1951–)                                                                       |                                          | 9 de diciembre de 2005  | 14 de noviembre de 2006 |                         |                                      |
| Gerardo Morales (1959–)                                                                        |                                          | 14 de noviembre de 2006 | 13 de diciembre de 2009 |                         |                                      |
| Gerardo Morales (1959–)                                                                        | Cristina Fernández de Kirchner 2007-15   | 14 de noviembre de 2006 | 13 de diciembre de 2009 |                         |                                      |
| Ernesto Sanz (1956–)                                                                           |                                          | 13 de diciembre de 2009 | 16 de diciembre de 2011 |                         |                                      |
| Mario Barletta (1953–)                                                                         |                                          | 16 de diciembre de 2011 | 14 de diciembre de 2013 |                         |                                      |
| Ernesto Sanz (1956–)                                                                           |                                          | 14 de diciembre de 2013 | 4 de diciembre de 2015  |                         |                                      |
| José Corral (1968–)                                                                            |                                          | 4 de diciembre de 2015  | 15 de diciembre de 2017 |                         |                                      |
| José Corral (1968–)                                                                            | Mauricio Macri 2015-2019                 | 4 de diciembre de 2015  | 15 de diciembre de 2017 |                         |                                      |
| Alfredo Cornejo (1962–)                                                                        |                                          | 15 de diciembre de 2017 | 17 de diciembre de 2021 |                         |                                      |
| Gerardo Morales (1959–)                                                                        |                                          | 17 de diciembre de 2021 | 15 de diciembre de 2023 |                         | Alberto Fernández 2019-2023          |
| Gerardo Morales (1959–)                                                                        | Javier Milei 2023-actualidad             | 17 de diciembre de 2021 | 15 de diciembre de 2023 |                         |                                      |
| Martín Lousteau (1970–)                                                                        |                                          | 15 de diciembre de 2023 | actualidad              |                         |                                      |

### Fuente
- Carta Orgánica de la UCR (de libre consulta)

- Datos: Q5779425